# West 8
West 8 es una oficina de diseño urbano y arquitectura del paisaje fundada en 1978, por Adriaan Geuze y con sede en Róterdam (Países Bajos). West 8 tiene además despachos en Nueva York (Estados Unidos) y Bruselas (Bélgica).

## Obras seleccionadas
- Visserijplein, Róterdam, 1990-1995
- Duindoornstad, Róterdam 2045 Manifestation, 1995
- Schouwburgplein, Róterdam, 1991-1996
- Borneo Sporenburg, Ámsterdam, (1993) 1996-1997
- Kanaaleiland, Brujas, 2001-2002
- Parque de Buona Vista, Singapur, 2002-2006
- Chiswick Business Park, Londres, 1999-2008
- Bridge Vlaardingse Vaart, Vlaardingen, 2005-2009
- Park Strijp, Eindhoven, 2000-continuación
- Leerpark, Dordrecht, Holanda, 2004-continuación
- Maximapark, antiguo Leidsche Rijn Park, Utrecht, 2005-continuación